# Верх-Озеро
Верх-Озеро (біл. вёска Верх-Озера) — село в складі Смолевицького району Мінської області, Білорусь. Село підпорядковане Плиській сільській раді, розташоване в центральній частині області.